# 1,2,4-三𫫇烷
1,2,4-三𫫇烷（英语：1,2,4-Trioxane），是三𫫇烷的异构体之一。它的分子式为C3H6O3，由一个具有三个碳原子和三个氧原子的六元环组成。两个相邻的氧原子形成过氧化物官能团，另一个形成醚官能团。它类似于环状缩醛，但缩醛基团中的一个氧原子被过氧化物基团取代。
1,2,4-三𫫇烷本身尚未分离或表征，而只是进行了计算研究。然而，它构成了一些更复杂的有机化合物的重要结构元素。从黄花蒿中分离得到的天然化合物青蒿素和一些半合成衍生物是含有1,2,4-三𫫇烷环的重要抗疟药。含有1,2,4-三𫫇烷环的完全合成类似物是对天然衍生青蒿素的重要潜在改进。青蒿素的1,2,4-三𫫇烷核心中的过氧化物基团在疟原虫存在的情况下被裂解，导致产生对寄生虫有害的活性氧自由基。